# Richard Lewy
Richard Lewy   (Viena, 13 de setembre de 1827 - Viena, 31 de desembre de 1883) va ser un trompeta austríac-francès, director d'òpera i professor de cant.

## Vida i treball
Richard Lewy provenia d'una família musical. El seu pare Eduard era pianista i compositor, el seu germà petit Josef Rudolf era intèrpret de trompa. El seu propi germà gran Carl també era intèrpret de trompa, la seva germana Melanie tocava l'arpa. Segons Eduard Hanslick, el petit Richard va actuar com un nen de set anys. Quan a l'Eduard se li va oferir un lloc a la capella de la cort, la família es va convertir al catolicisme l'estiu de 1835. Els quatre membres de la família van tocar un concert el 17 de setembre de 1838 en què, entre altres coses, es va tocar el concert de quart per a dos corns francesos, arpa i pianoforte, compost pel pare de Lewy. El mes següent la família va oferir dos concerts més a la "Vienna Booksellers Exchange". A l'edat de 13 anys, Richard Lewy treballava a l'Orquestra de la Cort de l'Òpera de Viena i el 13 de desembre de 1841 es va donar una altra a la gran acadèmia musical al Kärntnertheater en benefici de la família Lewy. Els tres germans i l'arpista anglès Elias Parish Alvars va tocar i, Otto Nicolai va dirigir. Des del 1843 ha sobreviscut una fitxa del programa de "Leipzig Gewandhaus", en què es va anunciar un duet per a trompa i piano, "interpretat pels senyors Carl i Richard Lewy de Viena". Richard Lewy va treballar més tard com a inspector d'òpera, director de l'òpera de la cort i professor de cant.
Entre els seus estudiants més famosos hi havia la soprano Paulina Lucca i Mathilde Mallinger, ambdues més tard compromeses durant molts anys a l'Òpera Estatal de Berlín, els baixistes Franz Krolop, més tard també a Berlín, i Emil Scaria, que es va convertir en el favorit de la multitud al Wiener. Va ser l'òpera de la cort, així com la soprano de coloratura Marcela Sembrich, que va celebrar grans èxits a París, Milà, Berlín i Viena durant els anys 1880 i 1890.